# Tobramicina
Tobramicina é um fármaco antibiótico aminoglicosídeo, usado no tratamento de vários tipos de infecções bacterianas, sobretudo as causadas por agentes gram-negativos. É muito utilizado em conjuntivites bacterianas.
A ação da tobramicina realiza-se contra estes microorganismos: Staphylococcus, inclusive  S. aureus e  S. epidermidis (coagulase positivos e coagulase negativos), incluindo cepas resistentes à penicilina. Streptococci, inclusive algumas espécies do grupo A beta-hemolítico, algumas espécies não hemolíticas e algumas cepas de Streptococcus pneumoniae. Pseudomonas aeruginosa,  Escherichia coli,  Klebsiella pneumoniae,  Enterobacter aerogenes, Proteus mirabilis,  Morganella morganii, maioria das cepas de Proteus vulgaris,  Haemophilus influenzae e  H. aegyptius,  Moraxella lacunata,  Acinetobacter calcoaceticus e algumas  espécies de Neisseria.

## Formas farmacêuticas disponíveis
A tobramicina pode ser administrada por via intramuscular ou intravenosa, ou por inalação. A tobramicina também está disponível sob a forma de pomadas e soluções oftálmicas. 

## Efeitos adversos
Pode provocar nefrotoxicidade e ototoxicidade. Os estudos realizados em animais de laboratório sugerem que a tobramicina pode ser menos tóxica para as células ciliares dos órgãos cocleares e vestibulares e causar menos lesão tubular renal do que a gentamicina. 